# 光稃落芒草
光稃落芒草（学名：Oryzopsis tibetica var. psilolepis）为禾本科落芒草属下的一个变种。

## 扩展阅读
- 維基物種上的相關：光稃落芒草